# Una nit a Casablanca
Una nit a Casablanca (títol original en anglès: A Night in Casablanca) és una pel·lícula estatunidenca protagonitzada pels germans Marx, dirigida per Archie Mayo i estrenada l'any 1946.	Va ser doblada al català.

## Argument
L'acció se situa a Casablanca, poc després de la Segona Guerra Mundial. El gerent del Gran Hotel ha mort en estranyes circumstàncies. Per ocupar la vacant que deixa, contracten Ronald Kornblow, que abandona de seguida la posada que dirigeix en un oasi. Després de la seva arribada, Ronald entra en contacte amb Corbaccio, un estrany subjecte que es dedica a estafar turistes a través de la seva Companyia de camells grocs.

## Repartiment
- Groucho Marx: Ronald Kornblow
- Harpo Marx: Rusty
- Chico Marx: Corbaccio
- Charles Drake: Tinent Pierre Delmar
- Lois Collier: Annette
- Sig Ruman: Count Pfferman / Heinrich Stubel
- Lisette Verea: Beatrice Rheiner
- Lewis L. Russell: Governor Galoux
- Dan Seymour: Prefect of Police Capt. Brizzard
- Frederick Giermann: Kurt
- Harro Mellor: Emile
- David Hoffman: Spy
- Paul Harvey: M. Smythe

## Comentaris
Un popular mite que envolta aquesta pel·lícula (encoratjat en part pel mateix Groucho) diu que la Warner s'havia adreçat a la productora United Artists indicant-li que no podia utilitzar el nom de Casablanca, ja que era propietat intel·lectual de la Warner. En realitat el que va succeir va ser que en un principi la pel·lícula volia ser una paròdia de Casablanca (1942), seguint la mateixa línia argumental fins al punt d'usar noms de personatges com ara "Humphrey Bogus". Warner Brothers no va demandar realment als Marx ni va tractar de fer-ho, però va demanar formalment als germans l'argument i el guió de la pel·lícula. Groucho Marx va explotar la situació amb fins publicitaris responent a aquesta carta en termes bastant graciosos, dient entre altres coses que ignorava que el nom Casablanca fos propietat de ningú, i que, fins i tot encara que es reestrenés la pel·lícula de la Warner, la gent seria capaç de distingir Ingrid Bergman de Harpo. Aquesta carta s'ha convertit en un clàssic. Finalment no hi va haver accions legals, ja que els Marx van convertir l'argument en una paròdia de les pel·lícules a l'estil de Casablanca. Curiosament, avui dia Warner Brothers és la propietària dels drets de la pel·lícula.
La pel·lícula, en qualsevol cas, és una paròdia de Casablanca de Michael Curtiz, i és una de les últimes en què van participar els tres Germans Marx més famosos.